# Фонди (Сиракуза)
Фонди је насеље у Италији у округу Сиракуза, региону Сицилија.
Према процени из 2011. у насељу је живело 31 становника. Насеље се налази на надморској висини од 588 м.